# كينت نيلسن
كينت نيلسن (بالدنماركية: Kent Nielsen)‏ (مواليد 28 ديسمبر 1961) هو لاعب كرة قدم. يلعب مع منتخب الدنمارك لكرة القدم. سبق له أن لعب في كأس العالم لكرة القدم مع منتخب بلاده.

## روابط خارجية
- كينت نيلسن على موقع قاعدة بيانات كرة القدم.إي يو (الإنجليزية)
- كينت نيلسن على موقع ناشيونال فوتبول تيمز (الإنجليزية)
- كينت نيلسن على موقع Soccerway.com (الإنجليزية)